# 2025年のバレーボール
< 2025年 | 2025年のスポーツ
2025年のバレーボール（2025ねんのバレーボール）では、2025年のバレーボール関連の出来事をまとめる。
2024年のバレーボール - 2025年のバレーボール - 2026年のバレーボール

## できごと

### 1月
- 10日 - 【JVA・高体連】この日まで行われた第77回全日本バレーボール高等学校選手権大会男女決勝が行われ、女子は共栄学園（東京第3) が3-0で下北沢成徳（東京第1）を降しインターハイと選手権を兼ねていた時代を含め19年ぶり3回目の優勝[1]。男子は駿台学園（東京第1）が東福岡（福岡）に3-0で勝ち3年連続4回目の優勝し、高校総体 、国民スポーツ大会と合わせ高校3冠を達成[2]。

### 5月
- 3日 - 【JVA・SVリーグ】2024-25 SV.LEAGUE女子 チャンピオンシップファイル第2戦が有明アリーナで行われ、大阪マーヴェラス（レギュラーシーズン1位）がNECレッドロケッツ川崎(レギュラーシーズン2位）を3－0で下しファイナル2連勝で SV.リーグ女子の初代優勝[3]。
- 5日 - 【JVA・SVリーグ】2024-25 SV.LEAGUE男子 チャンピオンシップファイル第2戦が有明アリーナで行われ、サントリーサンバーズ大阪（レギュラーシーズン2位）がジェイテクトSTINGS愛知（レギュラーシーズン4位）を3－0で下しファイナル2連勝で SV.リーグ男女子の初代優勝[4]。
- 6日 - 【JVA】第73回黒鷲旗大会男女決勝がAsueアリーナ大阪で行われ、男子は早稲田大学が富士通カワサキレッドスピリッツを3－1で降し初優勝　女子は筑波大学がブレス浜松を3-0で降し初優勝[5]。

### 8月
- 9日
  - 【高体連】全国高等学校総合体育大会（高校総体）男女決勝が行われ、男子は鎮西（熊本）が　3－0で市立尼崎（兵庫を降し4年ぶり5回目の優勝。　[6]女子は金蘭会（大阪第2）が福岡女学院（福岡を3－1で降し2年連続4回目の優勝[7]

## 予定

### 5月
- AVC男子チャンピオンズリーグ2025

## 結果

### 国内大会

#### 日本
- 第77回全日本バレーボール高等学校選手権大会（春高バレー）（1月5日 - 12日・東京体育館）
  - 男子決勝：駿台学園（東京第1） 3 - 0 東福岡（福岡）[2]
  - 駿台学園は3年連続4回目優勝。
  - 女子決勝：共栄学園（東京第3） 3 - 0 下北沢成徳（東京第1）[1]
  - 共栄学園は19年ぶり3回目の優勝【インターハイと選手権を兼ねていた時代を含む】。
- 2024-25 SV.LEAGUEファイナル
  - 男子SV.リーグ決勝  サントリーサンバーズ大阪 2勝 ジェイテクトSTINGS愛知[4]
  - 女子SV.リーグ決勝 大阪マーヴェラス 2勝 NECレッドロケッツ川崎[3]
- 第73回黒鷲旗全日本選抜（5月3日 - 6日・Asueアリーナ大阪）
  - 男子決勝 早稲田大学（大学） 3 - 1 富士通カワサキレッドスピリッツ（V.LEAGUE 東地区）（初優勝）[5]
  - 女子決勝 筑波大学　（大学） 3 - 0 ブレス浜松（V.LEAGUE）（初優勝）
- 令和7年度全国高等学校総合体育大会（インターハイ）（7月29日 - 8月9日・男子：島根県：女子岡山県）
  - 男子決勝  鎮西（熊本） 3-0  市立尼崎（兵庫）（4年ぶり5回目）[6]
  - 女子決勝  金蘭会（大阪第2） 3-1  福岡女学院（福岡）（2年連続4回目[7]